# Фигерес Феррер, Хосе
Хосе Мария Иполито Фигерес Феррер (исп. José María Hipólito Figueres Ferrer; 25 сентября 1906, Сан-Рамон, Коста-Рика — 8 июня 1990, Сан-Хосе, Коста-Рика) — коста-риканский политик, президент Коста-Рики (1948—1949, 1953—1958, 1970—1974), одна из ключевых фигур коста-риканской политики XX века.

## Биография

### Начало политической деятельности
Сын каталонских иммигрантов, переехавших в Коста-Рику незадолго до его рождения, родной язык — каталанский
Не имел серьёзного образования, в 1924 году уехал в США, чтобы изучать электротехнику, но так и не поступил в ВУЗ.
В 1928 году вернулся на родину и успешно занялся сельским хозяйством.
В 1942 году был выслан из Коста-Рики в Мексику из-за критики в адрес президента Рафаэля Кальдерон Гуардии. Однако через два года вернулся в страну. Во время своего вынужденного изгнания Фигерес Феррер вместе с другими эмигрантами решили создать Карибский легион с целью избавления стран Латинской Америки от диктаторских режимов.

### Во главе государства (1948—1949)
В 1948 году после того как президент Кальдерон Гуардиа отказался признать своё поражение на президентских выборах, Фигерес Феррер возглавил вооруженное восстание. В стране вспыхнула гражданская война, в Коста-Рику были введены войска никарагуанского диктатора Анастасио Сомоса. Военные действия продолжались шесть недель, до тех пор пока послу Мексики, выступавшему в качестве посредника, не удалось добиться соглашения сторон, и войска Фигереса Феррера вошли в Сан-Хосе.
В мае 1948 года он становится во главе Учредительной хунты, резко изменившей жизнь Коста-Рики. Была распущена армия (её заменила гражданская гвардия и полиция), национализированы банки, расширены программы социального обеспечения, предоставлено право голоса женщинам и чернокожим жителям, родившимся в Коста-Рике, введён 10-процентный налог на частный капитал, полученные доходы были направлены на социальное и экономическое развитие страны. Однако при этом в политической сфере была распущена Конфедерация трудящихся, запрещена левая партия Народный авангард Коста-Рики. Кальдерон и многие видные коммунисты были вынуждены эмигрировать. В декабре 1948 года сторонники Кальдерона предприняли неудавшуюся попытку государственного переворота. После того как Законодательная ассамблея ратифицировала новую конституцию и утвердила в должности президента Отилио Улате Бланко в ноябре 1949 года Фигерес Феррера сложил с себя обязанности главы временного правительства.

### Второй президентский срок (1953—1958)
В начале 1950-х гг. отношения Фигерес Феррера и Улате Бланко резко ухудшились. Фигерес Феррер создает новую политическую силу — Партию Национального освобождения (ПНО), которая выставила его кандидатуру на пост президента на выборах 1953 года. Не имея серьёзных соперников, поскольку Конституция запрещала Улате Бланко баллотироваться на второй срок, Фигерес Феррер уверенно побеждает на выборах.
Находясь на президентском посту в 1953—1958 годах, он пытался реализовать ряд программ, направленных на повышение благосостояния населения и ограничение прибылей иностранных монополий. Были увеличены расходы на общественное строительство, установлен минимум закупочных цен на сельскохозяйственные продукты, были стабилизированы розничные цены, была принята программа поддержки аграрного сектора страны. Наибольшим достижением явилось заключение соглашения с «Юнайтед фрут компани», по которому она отчисляла правительству Коста-Рики треть полученной в стране прибыли. Была проведена национализация школ и больниц, принадлежащих этой компании. Активно развивалось перерабатывающее производство: строились зернохранилища, мукомольные предприятия, заводы удобрений, морозильные установки для замораживания рыбы и мясокомбинаты. При этом оказывалось содействие притоку в Коста-Рику иностранного капитала. С деятельностью Фигереса Феррера в эти годы связывают формирование в Коста-Рике среднего класса. В политической сфере продолжились гонения на представителей левых сил. В зоне Панамского канала при поддержке США была организована школа по борьбе с распространением коммунистического движения в Латинской Америке.
В 1955 году сторонники бывшего президента Кальдерона организовали военное вторжение в страну с территории Никарагуа. Повстанцев помимо Никарагуа поддерживали Куба, Доминиканская республика и Венесуэла. Фигерес Феррер обратился за помощью в Организацию американских государств, которая, в свою очередь, обратилась к США. После этого вторжение было остановлено. В ответ ОАГ предложила Фигересу Феррере распустить Карибский легион и выслать из страны его активистов, которые неоднократно пытались организовать свержение режима Сомосы в Никарагуа. Изначально США рассматривали Фигереса Феррера как дестабилизатора их политики на континенте, однако ситуация изменилась после революции на Кубе. Первоначально он поддерживал Фиделя Кастро, однако после того как последний стал полностью ориентироваться на СССР, стал его противником. США такой союзник стал необходим для сохранения режима Рафаэля Трухильо в Доминиканской Республике. В 1959 году США были выделены деньги на создание в Коста-Рике антикоммунистического Института политического образования и издание журнала «Комбат», однако для всех участников, кроме Феррера было скрыта взаимосвязь этого института с ЦРУ. В 1960 году было организовано межамериканское Демократическое Социальное Движение (INADESMO), через которое финансировались ряд мероприятий, направленных на укрепление позиций США в регионе. В 1967 году контакты с американской разведкой стали достоянием общественности, что ухудшило его репутацию на международной арене. В 1981 году Фигуерес Ферреро признал, что он получал помощь от Центрального разведывательного управления.

### Третий президентский срок (1970—1974)
В 1970—1974 годах — Президент Коста-Рики, занимая пост главы государства в третий раз. Его администрация провела национализацию иностранных железнодорожных кампаний, запретило нефтяным кампаниям США проводить разведку и добычу нефти на побережье. На этот раз Фигерес Феррер взял курс на развитие дипломатических, торгово-экономических и культурных отношений с социалистическими странами, установив дипотношения с СССР, Венгрией, Румынией, Чехословакией, Польшей и ГДР. Во многом это было связано с необходимостью преодоления регионального экономического кризиса 1970-х гг. Продавая ежегодно 30 000 тонн кофе Советскому Союзу, Фигерес Феррер заметно смягчил его последствия для Коста-Рики.
Президентство Фигереса Феррера было омрачено коррупционным скандалом, связанным с его сотрудничеством с американским финансовым аферистом Робертом Веско, который спонсировал его предвыборные кампании. Также он вложил $2,15 миллионов в Sociedad Agricola Индустриальный Сан-Кристобаль, S.A., агропромышленную кампанию, основанную Фигересом Феррерой и превратившего его в четвертого по значимости работодателя в Коста-Рике. Предоставив Веско политическое убежище, он способствовал разгоранию политического скандала, ставшего одной из ключевых причин поражения его выдвиженца на президентских выборах 1978 года. Главой государства был избран представитель оппозиции Родриго Карасо Одио, который поклялся выслать Веско из страны.
Однако, в целом пребывание Фигереса Феррера на посту президента обеспечило стабильное социально-экономическое развитие Коста-Рики.

### После отставки
После отставки с поста президента Фигерес Феррер был послом по особым поручениям правительств трех его преемников. Он открыто призывал США изменить их политику в Латинской Америке, считая что нельзя жертвовать правами человека ради инвестиций. В частности, известно его высказывание: «Если Вы говорите о правах человека в России, почему Вы смущаетесь так говорить о них в Доминиканской Республике?»
В 1979 году он поддержал сандинистскую революцию в Никарагуа, в результате которой был свергнут его давний оппонент Анастасио Сомоса Дебайле.
В 1980-х гг. Фигерес Феррер отказался от предложения своих сторонников выдвинуть его кандидатуру на четвертый президентский срок.
До конца жизни он оставался патриотом своей страны. В 1986 году в интервью Los Angeles Times он отметил: «Коста-Рика — образцовая небольшая страна. Мы — пример для Латинской Америки. В следующем столетии, возможно все будут походить на нас».

### Семья
В 1942 году женился на американке Хенриетте Боггс, у них было два ребёнка: Муни и Хосе Марти. В 1952 году супруги развелись. Второй раз он женился на Карен Ольсен. От этого брака родились четверо детей: Хосе Мария, Карен Кристиана, Мариано и Кирстен. Его вторая жена была членом Законодательного собрания страны.
В 1994—1998 годах его сын — Хосе Мария Фигерес Ольсен — был президентом Коста-Рики.

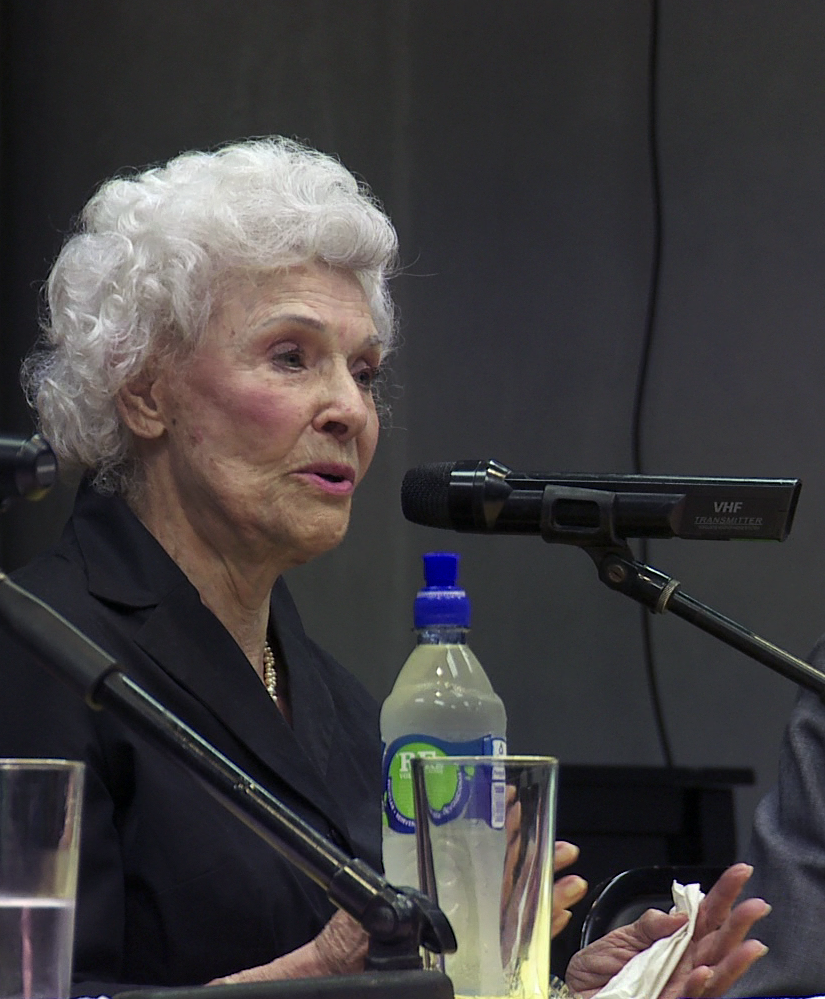
Хенриетта Боггс, первая жена
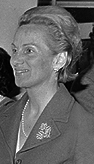
Карен Олсен, вторая жена
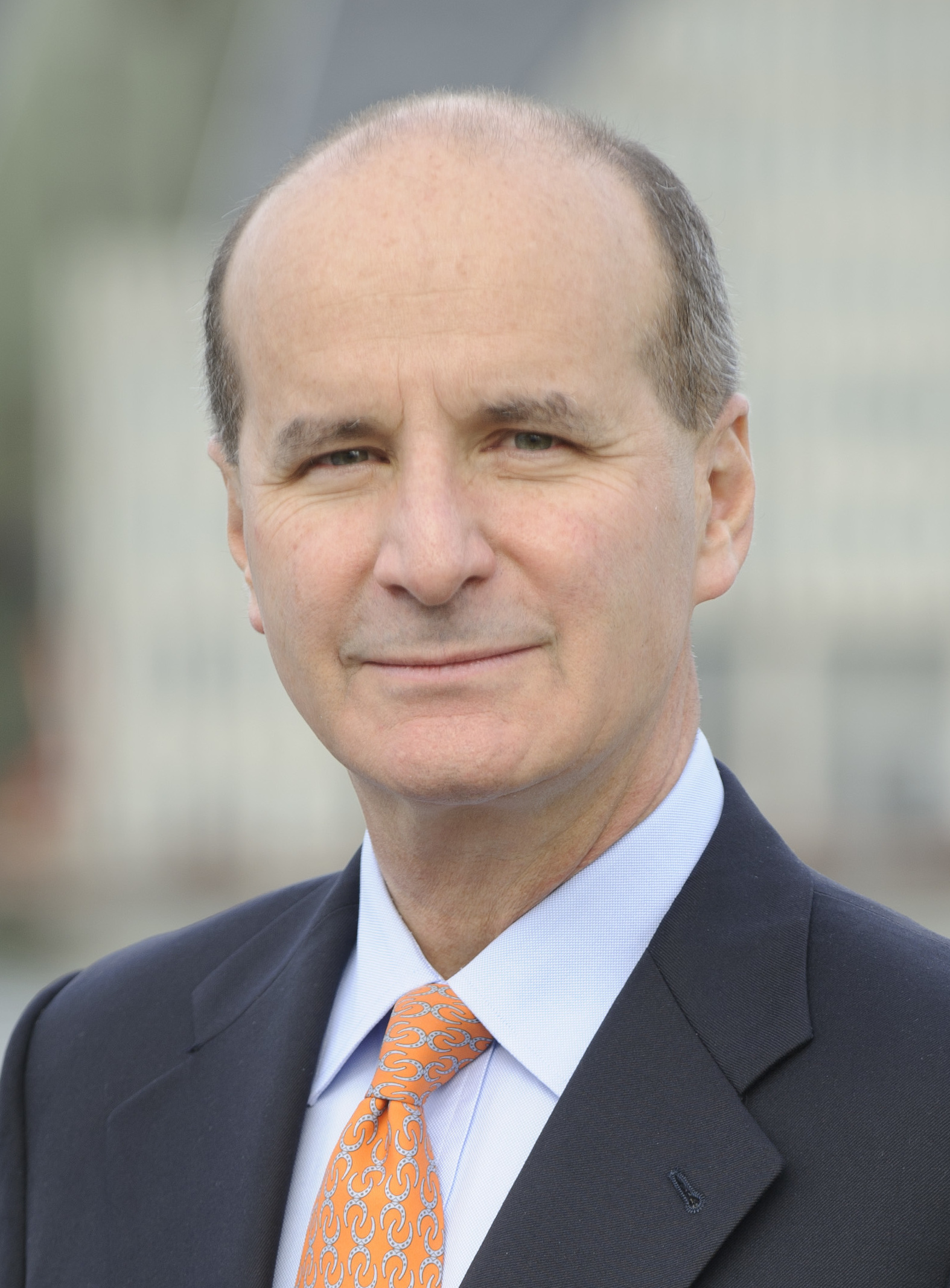
Хосе Мария  Фигерес Ольсен, сын